# Leucochrysa (Nodita) notulata
Leucochrysa (Nodita) notulata is een insect uit de familie van de gaasvliegen (Chrysopidae), die tot de orde netvleugeligen (Neuroptera) behoort. 
Leucochrysa (Nodita) notulata is voor het eerst wetenschappelijk beschreven door Navás in 1924.